# George Buchanan (humanist)
 For alternative betydninger, se George Buchanan. (Se også artikler, som begynder med George Buchanan)
George Buchanan (født 1506, død 28. september 1582) var en skotsk forfatter.
Buchanan blev efter sin fars død i sit 14. år af sin onkel sendt til Paris, hvor han gjorde store fremskridt, navnlig i latin og vendte efter onklens død tilbage til Skotland. Her studerede han ved universitetet i St Andrews, men drog allerede 1525 igen til Paris, hvor han sluttede sig til reformationens ideer. 1526-1529 virkede han som lærer i grammatik (i ordets oprindelige betydning) ved kollegiet Sankta Barbara i Paris, men vendte som hovmester for den unge skotske jarl af Cassilis tilbage til sit fædreland. Her blev han hovmester for Jakob V's uægte Søn, jarlen af Murray; men på grund af to satiriske digte mod munkene (Somnium og Franciscanus) blev han kastet i fængsel. Efter at være undsluppet, levede Buchanan tre år i Bordeaux, hvor han skrev to latinske tragedier; i nogen tid underviste han den senere berømte Montaigne. I 1547 blev Buchanan af kong Johan III kaldet til Coimbra; men hans frisindede anskuelser pådrog ham atter gejstlighedens forfølgelser, og han måtte tilbringe lang tid i inkvisitionens fængsler og blev derpå indespærret i et kloster. Her skrev han sin udmærkede latinske oversættelse af Salmerne. Efter sin frigivelse begav Buchanan sig til England, i 1553 til Frankrig, hvor han i fem år var lærer for marskallen af Brissacs søn. I den tid udarbejdede han sit store læredigt De sphaera. I 1560 kom Buchanan tilbage til Skotland, hvor han fandt forholdene så forandrede, at han åbenlyst kunne træde over til protestantismen. I 1565 begav han sig atter til Frankrig; men 1566 kaldte Maria Stuart ham til Skotland, hvor hun betroede ham høje embeder. Ved opstandens udbrud sluttede Buchanan sig dog til dronningens fjender og skrev et smædeskrift De Maria Scotorum regina. Derefter blev han hovmester for prins Jakob, men levede senere fjernt fra hoffet og døde i fattigdom. Hans værk De jure regni apud Scotos (1579) forsvarede folkeretten; men berømt blev hans Rerum scoticarum historia (1582), som er skrevet på god latin, men er meget partisk. Buchanans autobiografi udkom i Frankfurt a. M. 1608, hans samlede skrifter i Edinburgh 1708 og i Leyden 1725.